# Tribunale penale internazionale per il Ruanda
Il Tribunale penale internazionale per il Ruanda (ICTR dall'inglese International Criminal Tribunal for Rwanda) è stato un tribunale speciale creato l'8 novembre 1994 con una risoluzione del Consiglio di sicurezza delle Nazioni Unite per giudicare i responsabili del genocidio ruandese e di altre gravi forme di violazioni dei diritti umani commessi sul territorio ruandese o da cittadini ruandesi negli stati confinanti dal 1º gennaio al 31 dicembre 1994.
Le risoluzioni del Consiglio di sicurezza delle Nazioni Unite riguardo all'ICTR sono state quattro:
- risoluzione 955 dell'8 novembre 1994 che stabiliva la nascita del tribunale.
- risoluzione 977 del 7 febbraio il Consiglio di sicurezza delle Nazioni Unite disponeva che la sede del tribunale fosse ad Arusha, in Tanzania.
- risoluzione 978 del 27 febbraio 1995 imponeva la collaborazione di tutti gli stati dell'ONU con il tribunale.
- risoluzione 1165 del 30 aprile 1998 creazione di una terza camera.

## Composizione
Il tribunale è composto da "quattro camere": tre di primo grado, una per l'appello composto da 22 giudici: 3 nella prima camera, 7 nella seconda, 8 nella terza e 7 nell'appello.
I giudici erano di varie nazioni in rappresentanza dei 5 continenti.
Presidente del tribunale era il norvegese Erik Møse, nessun giudice era ruandese.
L'accusa era divisa in due sezioni: la "sezione investigativa" che ha raccolto prove e testimonianze e la "sezione prosecutoria" che ha condotto l'accusa nel processo

## Competenza
Il tribunale deve processare tutti i cittadini ruandesi che si sono macchiati di crimini contro l'umanità e di altri crimini in violazione della Convenzione di Ginevra. Le giustizie nazionali possono giudicare i ricercati ruandesi presenti sul proprio territorio.
- In Belgio sono stati processati quattro ruandesi per genocidio.
- La Francia ha giudicato sei ruandesi per genocidio.
- La Svizzera ha processato un cittadino ruandese per genocidio.

## Principali accusati
Jean-Paul Akayesu
Sindaco della città ruandese di Taba, arrestato nel gennaio 1995 a Lusaka in Zambia.
Il procedimento nei suoi confronti si è svolto dal gennaio 1997 al settembre 1998.
Akayesu è stato condannato all'ergastolo per il massacro di 2000 Tutsi rifugiati nel municipio di Taba, lo stupro collettivo delle donne Tutsi, e la partecipazione diretta a diversi omicidi e sta scontando la sua condanna in Mali.
Il processo ha stabilito anche la catena di comando, e per la prima volta ha riconosciuto lo stupro collettivo come genocidio nella misura in cui era diretto nel "distruggere" in tutto una etnia.
Inoltre il caso è importante perché ha permesso ai giudici del Tribunale Internazionale per il Ruanda di specificare che si ha genocidio non solo quando vi è una percezione oggettiva della diversità tra gruppi protetti ma anche quando tale percezione è soggettiva, infatti i Tutsi e gli Hutu non erano diversi né etnicamente, né per nazionalità, né per religione, né per razza ma la loro differenziazione era basata esclusivamente su una distinzione operata in base al ceto da parte dei popoli coloniali e trasmessa poi ai regimi post coloniali.
Jean Kambanda
Direttore dell'Unione delle Banche Popolari di Ruanda dal maggio 1989 all'aprile 1994, Kambanda è stato vicepresidente del Movimento Democratico Repubblicano e diventò primo ministro "ad interim" il 9 aprile 1994, due giorni dopo l'attentato contro l'aereo del presidente Juvénal Habyarimana.
Arrestato a Nairobi il 18 luglio 1997, Kambanda è stato accusato di partecipazione diretta nel genocidio e di non essere intervenuto per fermare il massacro.
Kambanda ha confessato di aver distribuito armi e munizioni alle prefetture di Butare e di Gitarama, essendo pienamente cosciente del fatto che sarebbero state utilizzate per perpetrare massacri contro i civili.
Per la prima volta, durante il processo, il capo del governo riconobbe l'esistenza del genocidio e la premeditazione del massacro.
Capi di imputazione ascrittigli il 16 ottobre 1997
- genocidio;
- partecipazione morale alla programmazione del genocidio;
- incitamento diretto e pubblico a commettere il genocidio;
- complicità nel genocidio;
- crimini contro l'umanità: assassinio e sterminio.

Il 4 settembre 1998, Kambanda è stato riconosciuto colpevole di tutti i capi di imputazione ed è stato condannato all'ergastolo.
Kambanda ha ricusato le sue confessioni e ha presentato ricorso presso la camera d'appello dell'ICTR, che il 19 settembre 2000 è stato respinto.
Sconta la sua pena nel penitenziario di Bamako, nel Mali.

## Processo "Media dell'odio"
Il processo contro i responsabili delle emittenti televisive e radiofoniche, accusate di aver incitato la popolazione al genocidio, iniziò il 23 ottobre 2000.
Gli imputati del processo erano tre:
- Hassan Ngeze: direttore e redattore del giornale Kangura;
- Ferdinand Nahimana: cofondatore della Radio Télévision Libre des Mille Collines;
- Jean-Bosco Barayagwiza: leader della Coalition pour la Défense de la République;

Il 19 giugno 2003 la corte ha riconosciuto colpevoli i tre imputati di incitamento all'odio razziale e al genocidio condannandoli inizialmente all'ergastolo anche se nel 2007 la camera d'appello del tribunale di Arusha ha ridotto gli anni di detenzione di Hassan Ngeze a 35.
Ferdinand Nahimana il 16 gennaio 2007 dalla camera d'appello è stato condannato a 30 anni, e nel dicembre del 2008 è stato trasferito da Arusha (Tanzania) in Mali per scontare la sua pena. Jean-Bosco Barayagwiza il 3 dicembre 2003 fu condotto a 35 anni (ridotti a 27 a causa della sua prolungata detenzione). Barayagwiza è morto durante la reclusione. Il suo più recente appello è stato respinto dal tribunale internazionale per il Ruanda il 22 giugno 2009.
Il procedimento a carico di George Ruggiu animatore della Radio Libre des Mille Collines è stato separato da quello principale. Ruggiu è stato condannato nel luglio del 2000 a 12 anni di reclusione, una decisione ampiamente contestata dal Ruanda. Il 21 aprile 2009 Ruggiu è stato rilasciato anticipatamente dalle autorità italiane.
La Corte suprema del Canada ha stabilito nel giugno 2005 che il rifugiato politico Léon Mugesera dovrà essere estradato in Ruanda per essere processato, essendo ritenuto colpevole di aver incitato all'odio razziale e al genocidio. Nell'aprile 2016 è stato condannato all'ergastolo nella capitale ruandese.

## Principali imputati politici e militari
- Colonnello Anatole Nsegiyumya, capo militare della regione di Gisenyi, condannato all'ergastolo il 18 dicembre 2008, ridotti a 15 anni in appello;
- Théoneste Bagosora, capo-gabinetto del ministero della Difesa, condannato all'ergastolo il 18 dicembre 2008, ridotti a 35 anni in appello;
- Gratien Kabiligi, capo delle operazioni presso lo Stato Maggiore dell'esercito (processo terminato, assolto);
- Aloys Ntabakuse, comandante dei paramilitari, condannato all'ergastolo il 18 dicembre 2008, ridotti a 35 anni in appello;
- Bernard Munyagishari trasferito in Ruanda nel luglio 2013 è stato condannato all'ergastolo, ora è in attesa di essere giudicato (processo in corso, recluso);
- Augustin Ndidiliyimana, capo della gendarmeria (processo terminato, assolto);
- Tenente Colonnello François Xavier Nzuwonemeye, Comandante del Battaglione di Ricognizione dell'esercito ruandese (processo terminato, assolto);
- Innocent Sagahutu, capitano, Secondo in comando del Battaglione di Ricognizione dell'esercito ruandese, condannato a 15 anni l'11 febbraio 2014;
- Grégoire Ndahimana, ex sindaco di Kivumu, arrestato l'11 agosto 2009 nella Repubblica Democratica del Congo, condannato a 25 anni il 16 dicembre 2013;
- Protais Mpiranya, capo della guardia presidenziale (deceduto nell’ottobre 2006 in Zimbabwe);
- Augustin Bizimungu, capo di Stato Maggiore dell'esercito ruandese, condannato a 30 anni il 30 giugno 2014;
- Justin Mugenzi, ministro del Commercio (processo terminato, assolto);
- Tharcisse Renzaho, capo della prefettura di Kigali, condannato all'ergastolo il 14 luglio 2009 e riconfermato in appello il 1º aprile 2011;
- Casimir Bizimungu, ministro della Sanità (processo terminato, assolto);
- Jérôme Bicamumpaka, ministro degli Esteri (processo terminato, assolto);
- Prosper Muginazera, ministro della Funzione pubblica; assolto in appello il 4 febbraio 2014
- Édouard Karemera, ministro degli Interni, ergastolo confermato in appello il 29 settembre 2014;
- André Rwamakuba, ministro della pubblica istruzione (processo terminato, assolto);
- Augustin Bizimana, ministro della Difesa (deceduto nell’agosto 2000 in Repubblica del Congo);
- Callixte Nzabonimana, ministro della gioventù e dello sport, condannato all'ergastolo il 31 maggio 2012;
- Félicien Kabuga, uomo d'affari, arrestato a Parigi il 16 maggio 2020 dopo 26 anni di latitanza ed estradato nei Paesi Bassi per affrontare il processo a suo carico;
- Emmanuel Ndindabahizi, ministro delle Finanze, condannato all'ergastolo il 16 febbraio 2006 in appello;
- Pauline Nyiramasuhuko, ministra delle Pari opportunità, inquisita con il figlio Shalom per il massacro di Butare, condannata in via definitiva a 47 anni di carcere il 14 dicembre 2015;
- Idelphonse Nizeyimana, ex-ufficiale ruandese, arrestato il 10 maggio 2009 in Uganda e condannato all'ergastolo il 19 giugno 2012;
- Phénéas Munyarugarama, ex-ufficiale ruandese (deceduto nel febbraio 2002 in Repubblica Democratica del Congo);
- Augustin Ngirabatware, ministro della Pianificazione (condannato a 35 anni il 20 dicembre 2012);
- Jean Bosco Uwinkindi, pastore ruandese della chiesa pentecostale di Nyamata (nel comune di Kenzenze, prefettura rurale di Kigali), arrestato il 30 giugno 2010 in Uganda;
- Ladislas Ntaganzwa, ex sindaco di Nyakizu (Butare), arrestato nella Repubblica Democratica del Congo il 9 dicembre 2015 dopo quasi 20 anni di latitanza ed estradato in Ruanda per affrontare il processo a suo carico;
- Aloys Ndimbati, ex sindaco di Gisovu (Kibuye), deceduto in Ruanda nel giugno 1997.